# Martin P6M SeaMaster
Martin P6M SeaMaster byl létající člun, vyvíjený v 50. letech 20. století výrobcem Glenn L. Martin Company jako strategický bombardér pro Námořnictvo Spojených států. Letoun byl velice blízko k přijetí do služby. Začala jeho sériová výroba a probíhal i výcvik osádek, když byl program 21. srpna 1959, pouhých 6 měsíců před plánovaným začátkem operační služby, zrušen. V roli strategického nosiče jaderných zbraní byl totiž nahrazen novou zbraní, raketonosnými ponorkami, nesoucími střely Polaris. Z politických důvodů byl typ námořnictvem prezentován primárně jako hlídkový letoun a nosič min.

## Vývoj a konstrukce
Na počátku studené války docházelo k rozvoji jaderných zbraní a jejich nosičů. Vrcholilo také soupeření mezi strategickým letectvem, podřízeným USAF na jedné straně a americkým námořnictvem na straně druhé o to, kdo bude mít prestižní roli a schopnost provést jaderný úder. Námořnictvo, které se cítilo být zastíněno armádním letectvem, se snažilo získat nosiče jaderných zbraní. Prvním pokusem byl projekt stavby obří hladkopalubové letadlové lodě USS United States, ze které měla operovat flotila bombardérů nesoucích jaderné zbraně. Jelikož byl tento projekt pro nedostatek financí zrušen, pokusilo se námořnictvo získat jiný nosič - létající člun, schopný jak konvenčních útoků, hlídkování a kladení min, tak i úderů jadernými zbraněmi. Čluny podporované nosiči hydroplánů a ponorkami, měly být dle představ námořnictva schopné operovat blíže nepříteli a měly být díky své pohyblivosti i méně zranitelné nepřátelským útokem.
Objednávka vývoje nového typu byla zadána v dubnu 1951 a obsahovala přísné požadavky na létající člun schopný nést 13 600 kg pum rychlostí 0,9 Machu 1100 km/h) na cíl vzdálený 2400 km. Na specifikace reagovaly společnosti Convair a Martin, z nichž projekt ten druhý byl vybrán jako slibnější. Byla zadána objednávka na stavbu dvou prototypů. Po nich byla předpokládána předsériová výroba šesti kusů a konečně sériová výroba dalších 24 kusů.
U letounu se uvažovalo o použití náporových motorů, ale nakonec byly zvoleny čtyři proudové motory Allison J71-A4, umístěné v párech na horní straně křídla za náběžnou hranou tak, aby byly při vzletu a přistání kryty před vodní tříští. Křídlo mělo úhel šípu 40°. U letounu byly využity některé konstrukční prvky vyzkoušené u prototypu bombardéru Martin XB-51, například šlo o vodorovnou ocasní plochu umístěnou na vrcholu svislé ocasní plochy či rotační pumovnici.

## Prototypy

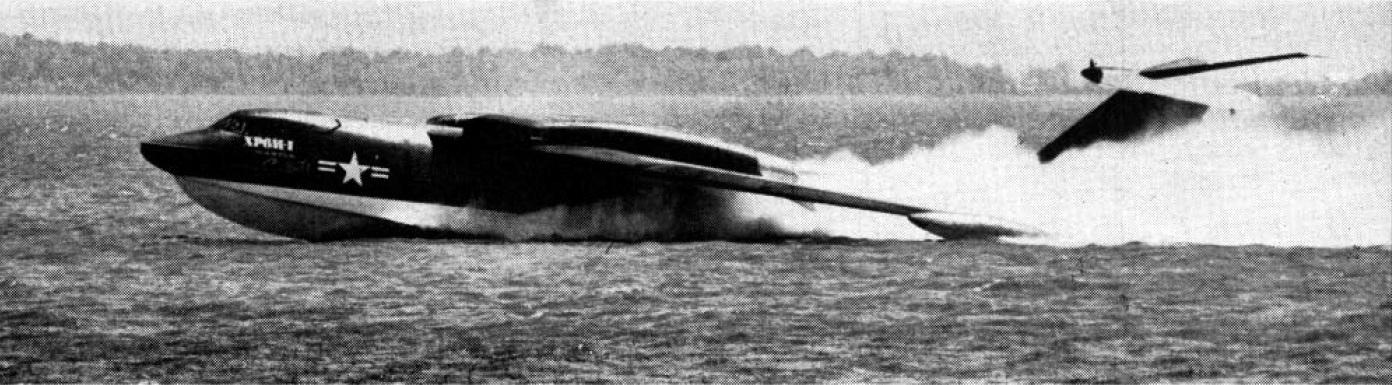
Martin XP6M-1 SeaMaster

První testy prototypů XP6M-1, které začaly v roce 1955 ukázaly, že motory byly umístěny příliš blízko trupu letounu a při použití přídavného spalování ho mohly poškodit. Motory byly proto mírně vychýleny směrem od trupu. Slibné testy byly narušeny při nehodě prvního prototypu, ke které došlo 17. prosince 1955. Selhání řídících systémů vedlo ke ztrátě celé čtyřčlenné osádky. Při zkouškách nedostatečně testovaného řešení ocasních ploch došlo v následujícím roce, 9. listopadu 1956, ke ztrátě druhého prototypu. Tentokrát se jeho posádka zachránila.
První předsériový kus YP6M-1 byl dodán v roce 1957 a absolvoval první let v lednu 1958. Když bylo vyrobeno už šest předsériových kusů, byly plně vybaveny a poslány na základnu Hertford ve státě North Carolina pro zkoušky. Program P6M nadále poměrně spěšně pokračoval, přestože použité motory byly považovány za málo spolehlivé a letoun vykazoval i další nedostatky, zapříčiněné částečně extrémními požadavky na jeho výkony. Problémy působila i vodní tříšť, která vznikala při vzletu a přistání a omezovala operace letounu jen na ideální počasí.
Řešením nedostatků letounu se mělo dosáhnout vylepšenou variantou P6M-2, jejíž první kus byl dokončen v roce 1959. Tato varianta měla výkonnější motory J75, zařízení pro doplňování paliva za letu a vylepšenou avioniku. Díky modulu, umístitelnému do pumovnice, mohl letoun P6M-2 fungovat i jako létající tanker.
Vyrobeny byly celkem tři kusy této varianty. V době zrušení programu P6M byly právě vybavovány zařízením pro operační testy. P6M-2 dosahoval na svou dobu neobvykle vysokých výkonů a měl vysoce pevnou konstrukci. Letoun považovaný za příjemný na ovládání, své chování za letu značně změnil, blížila-li se jeho rychlost hodnotě 0,8 Machu a více. Ve vysokých rychlostech byly jeho vlastnosti značně horší. Tyto potíže sice bylo možné řešit, ale program se v té době již protahoval, měl překročený rozpočet a v době finančních škrtů muselo americké námořnictvo rozhodovat, kam své prostředky bude investovat, což přispělo k rozhodnutí letoun nezařazovat do služby. Dalším důležitým důvodem, který vedl k zániku celého programu bylo to, že námořnictvo koncem 50. let získalo mnohem vyspělejší prostředek jaderného úderu - raketonosné ponorky. Přestože konstrukce P6M byla fenomenální, nemohla se měřit s ponorkovou balistickou střelou a letoun byl oproti raketám považován za drahý a neefektivní. Výdaje na projekt P6M dosáhly astronomické výše 400 milionů dolarů (2,5 miliardy dolarů v roce 2004).
Všechny vyrobené letouny byly sešrotovány, jen některé ocasní části byly používány pro testy a jedna z nich se nachází v muzeu firmy Glenn L. Martin Company. Ta se neúspěšně pokusila využít technologii projektu P6M pro civilní trh a dále se věnovala jen vývoji raket a elektroniky. P6M byl posledním letounem, který Glenn L. Martin vyvinul.

## Specifikace

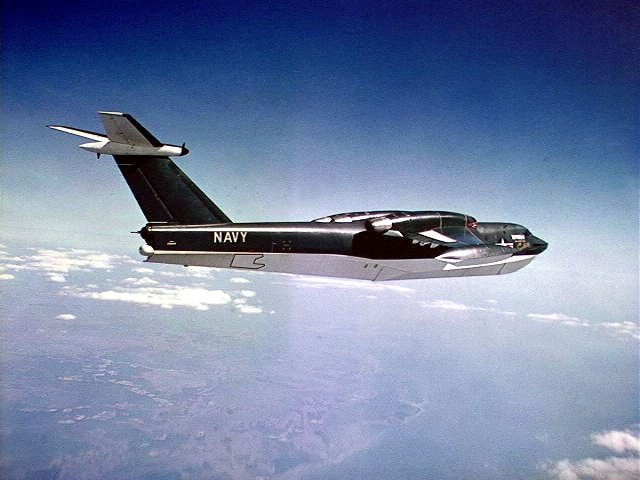
Martin P6M Seamaster

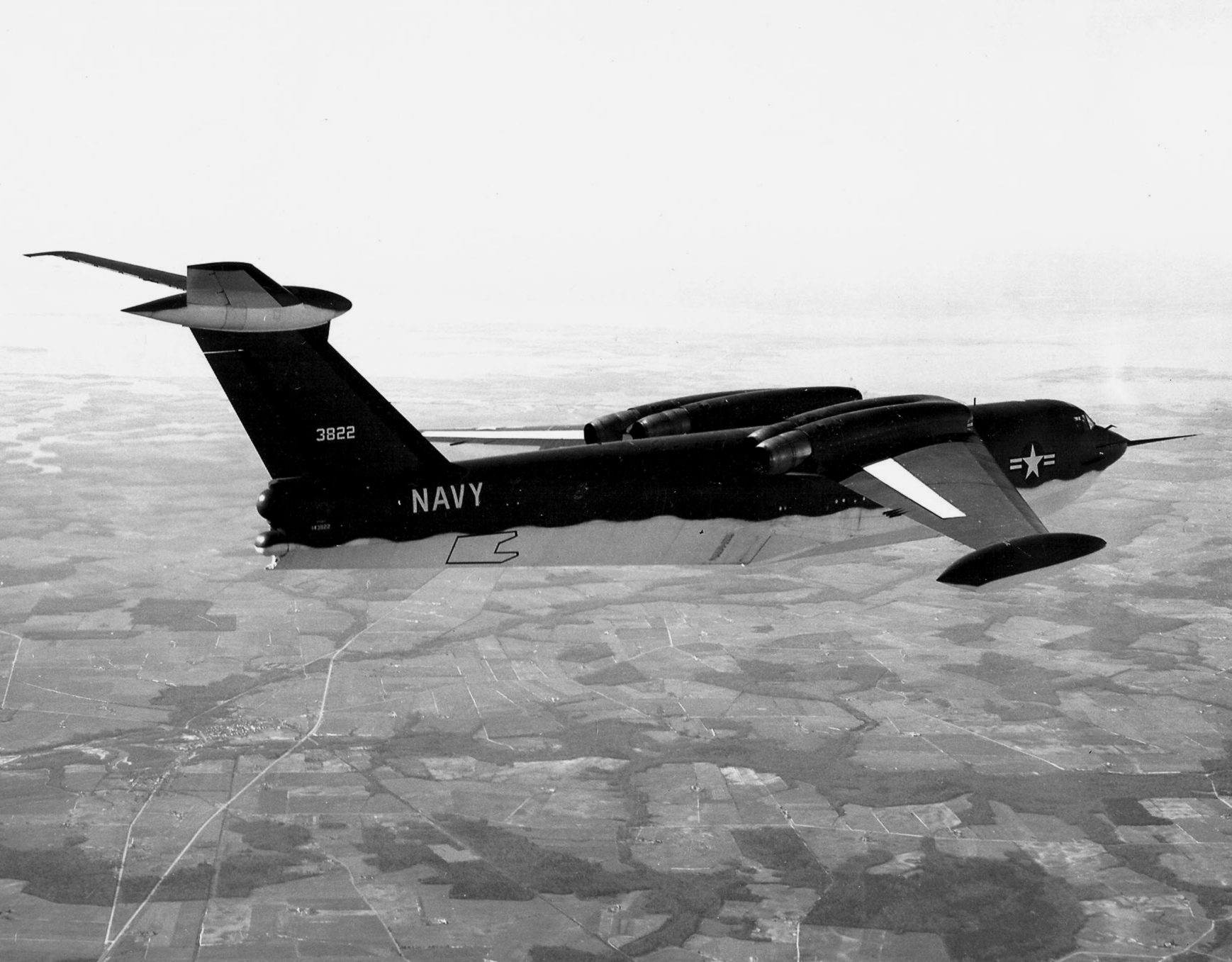
Martin YP6M-1 Seamaster

### Technické údaje
- Posádka: 4
- Rozpětí: 31,37 m
- Délka: 40,84 m
- Výška: 9,88 m
- Nosná plocha: 180 m²
- Hmotnost prázdného letounu: 41 400 kg
- Vzletová hmotnost: 54 000 kg
- Max. vzletová hmotnost: 80 000 kg
- Plošné zatížení: 310 kg/m²
- Pohonná jednotka: 4 × proudový motor Pratt & Whitney J75-P-2
  - Tah motoru: 77,8 kN

### Výkony
- Nejvyšší rychlost: 1010 km/h
- Dostup: 12 000 m
- Dolet: 3200 km

### Výzbroj
- 2× 20mm kanón v ocasním střelišti
- 14 000 kg pum